# Марк Лелий Фульвий Максим Эмилиан
Марк Лелий Фульвий Максим Эмилиан (лат. Marcus Laelius Fulvius Maximus Aemilianus) — римский политический деятель и сенатор первой половины III века.

## Биография
Его отцом, предположительно, был легат VII Клавдиева легиона в 195 году Марк Лелий Фирмин Максим Эмилиан. Возможно, Эмилиан был родственником членов рода Фульвиев Эмилианов, из которого вышло несколько консулов III века. Также он мог быть внуком сестры претора 169 года Фульвия Гавия Эмилиана. О карьере Эмилиана известно только лишь то, что в 227 году он занимал должность ординарного консула вместе с Марком Нуммием Сенеционом Альбином. Больше о нём нет никаких сведений.